# 오리콜라
오리콜라(이탈리아어: Oricola)는 이탈리아 아브루초주 라퀼라도에 있는 코무네이다. 라티움 지역과 주 경계를 맞대고 있다.